# Rasmus Magnussen
Rasmus Magnussen (färöisch: Rasmus í Haraldsundi; * 1560; † 1670 in Haraldssund, Färöer) war einer der ältesten Menschen in der Geschichte der Färöer.
Rasmus war der uneheliche (?) Sohn des bekannten Seehelden Magnus Heinason (1545–1589) und einer Färingerin namens Kolfinna.
Rasmus Magnussen war zunächst  mit einer älteren Frau verheiratet, mit der er keine Kinder bekam, obwohl sie lange zusammen lebten. Als sie im Alter von 90 Jahren starb, heiratete er eine junge Frau, mit der er fünf Kinder bekam. Als er im Alter von 110 Jahren starb, war sein jüngster Sohn Guttormur í Múla gerade mal sieben Jahre alt.
Der damalige Propst der Färöer, Lucas Debes, der Rasmus Magnussen noch persönlich kannte, bezeugte 1673 in seinem Werk Færoæ & Færoa Reserata:

„Damit man aber keine Gedanken fassen und dieser Sache niemand verdächtig scheinen möge, so will ich versichern, daß die Frau eine ehrliche Biedermannin war, und auch noch nach ihrem Tode und in ihrem Grabe, ein gutes Gerüchte hat.“

Debes vergleicht ihn mit dem biblischen Abraham, der auch im Greisenalter noch Kinder gezeugt haben soll. Das Journal der Maria-Expedition von 1854 bezieht sich auf den Bericht und merkt an:

„Die Färinger leben sehr lange. Von 1000 Sterbefällen finden 849 im Alter über 70 statt, wobei in Dänemark bei derselben Anzahl der Anteil derjenigen, die dieses biblische Alter erleben, nur bei 187 liegt. Die durchschnittliche Lebenserwartung auf den Färöern ist 44 2/3 Jahre inklusive Totgeburten, während sie in Dänemark nur 36 beträgt.
Debes erwähnt in „Faeroa Reserata“ den Fall eines Mannes namens Erasmus Magnussen aus Harold Sound, der im Alter von 90 heiratete, noch erlebte wie seine Frau Mutter von fünf Kindern wurde (das jüngste wurde geboren als er 103 war) und im fortgeschrittenen Alter von 110 verstarb.
Die Langlebigkeit ist dem gesunden Klima zuzuschreiben, ihren Aktivitäten an der frischen Luft und ihren generellen Angewohnheiten zur Mäßigung. Obwohl sie bei Festen sehr reichlich trinken, sind chronische Gewohnheitstrinker selten, und wenn sie vorkommen, enden sie grundsätzlich im Wahnsinn.“